# Suporte de corridas
Suporte de corridas (run support) é uma estatística do beisebol usada para avaliar a boa sorte do arremessador titular. Ela mede quantas corridas foram anotadas pelo seu time em média quando ele inicia. É considerada uma estatística um tanto importante porque um time (e seu arremessador) recebe vitórias mantendo seus oponentes a menos corridas do que ele marca. Visto que a habilidade de um arremessador é um grande fator em quantas corridas são marcadas pelo oponente e um pequeno fator em quantas corridas são marcadas pela sua própria equipe, isto é uma medida de se aconteceu do arremessador ir ao montinho em dias quando sua equipe anotou muito. Há duas medidas diferentes de suporte de corridas. Essas estatísticas podem ser ajustadas para fatores de estádio e liga.
1. O número de corridas anotadas por nove entradas do batimento adversário durante os starts dos arremessadores.[2]
2. O número de corridas por start.[1]